# Andrejka (priimek)
Andrejka je priimek v Sloveniji, ki ga je po podatkih Statističnega urada Republike Slovenije na dan 1. januarja 2010 uporabljalo 90  oseb in je med vsemi priimki po pogostosti uporabe uvrščen na 4.784. mesto.

## Znani nosilci priimka
- Jernej Andrejka plemeniti Livnograjski (1850—1926), častnik in pisatelj
- Leon Andrejka (*1979), športni komentator in novinar
- Rudolf Andrejka (1880—1948), pravnik
- Bojan Andrejka (*1972), politik in podjetnik